# Chaîne des Cassiars
Pour les articles homonymes, voir Cassiar.
La chaîne des Cassiars (en anglais Cassiar Mountains) sont un massif montagneux canadien situé dans le nord de la Colombie-Britannique et le sud du Yukon. Elles s'étendent au nord et à l'ouest de la chaîne Omineca et au nord de la  chaîne Columbia.
Le nom Cassiar provient de la déformation d'un nom d'origine amérindienne qui se prononcerait originellement « Kaska » ou « Cassa ».
Le plus haut sommet de la chaîne Cassiar, Thudaka Peak, culmine à 2 748 mètres.